# Bombardeos de la escuela Al-Fakhura de 2023
Los bombardeos de la escuela Al Fakhura fueron una serie de ataques aéreos llevados a cabo por las Fuerzas de Defensa de Israel (FDI) contra la escuela Al-Fakhoora en el campo de refugiados de Jabalia, en el norte de la Franja de Gaza. Los ataques tuvieron lugar los días 4 y el 18 de noviembre de 2023, en el curso de la guerra Israel-Gaza de 2023. La escuela está gestionada por la Agencia de Naciones Unidas para los Refugiados de Palestina en Oriente Próximo (UNRWA) y en el momento de los ataques en sus instalaciones se refugiaban cientos de personas que se habían visto obligadas a abandonar sus hogares por los continuos bombardeos israelíes. En el primer ataque murieron al menos quince personas y setenta resultaron heridas y en el segundo al menos cincuenta personas murieron y «cientos» resultaron heridos.

## Ataques aéreos

### Primer ataque
El sábado, 4 de noviembre por la mañana, un misil aéreo israelí alcanzó la escuela Al Fakhura gestionada por la Agencia de Naciones Unidas para los Refugiados de Palestina en Oriente Próximo (UNRWA) situada en el campo de refugiados de Jabalia, matando al menos a quince personas e hiriendo a otras cincuenta y cuatro. Entre los muertos también había niños. El Ministerio de Salud palestino dijo que decenas más resultaron heridos.
En el momento del ataque miles de personas desplazadas por los bombardeos israelíes se habían refugiado en la escuela. Un testigo del ataque que perdió a familiares en el bombardeo dijo a Al Jazeera que cuatro personas de su familia murieron o resultaron heridas «No tenemos nada que ver con nada relacionado con el movimiento Hamás. En la habitación solo había niños y mujeres».
La agencia de noticias Reuters informó que había obtenido un vídeo de un niño llorando desesperadamente mientras gritaba: «Yo estaba aquí cuando ocurrieron los tres bombardeos, llevaba un cuerpo y otro cuerpo decapitado con mis propias manos. Dios se vengará». Según la UNRWA, al menos uno de los ataques alcanzó el patio de la escuela, donde las familias desplazadas habían instalado sus tiendas de campaña. El Ministerio de Salud de Gaza dijo que otro ataque con misiles israelíes a la entrada del Hospital Infantil Nasser mató a dos mujeres.
Ese mismo día Turquía llamó a consultas a su embajador en Israel «en vista de la tragedia humanitaria que se desarrolla en Gaza causada por los continuos ataques de Israel contra civiles y la negativa de Israel (a aceptar) un alto el fuego». El presidente Recep Tayyip Erdogan dijo a los periodistas que consideraba a Netanyahu personalmente responsable de las muertes de civiles en Gaza y dijo que «ya no era alguien con quien podamos hablar».
Los líderes árabes presionaron públicamente al secretario de Estado de los Estados Unidos, Antony Blinken, para que garantizara un alto el fuego inmediato en Gaza. Sin embargo, Blinken respondió diciendo que el alto el fuego sólo permitiría a Hamás reagruparse.

### Segundo ataque
El 18 de noviembre, en las primeras horas de la mañana, se produjo un segundo ataque aéreo contra la escuela. Los periodistas en el lugar informaron de cadáveres por todas partes y sugirieron que el ataque pudo haber sido un mensaje israelí a los civiles para que huyeran al sur de la Franja de Gaza. Un vídeo que apareció después de lo que se ha descrito como una «masacre» muestra a un hombre caminando por varias habitaciones donde se pueden ver docenas de cadáveres y se puede escuchar la angustia de las personas refugiadas en la escuela.
Según el Ministerio de Salud palestino al menos cincuenta personas habrían muerto en el ataque. En la escuela se refugiaban cientos de personas que se habían visto obligados a abandonar sus hogares por los bombardeos israelíes. Según informó el corresponsal de Al Jazeera, Tareq Abou Azzoum: «Hay cadáveres por todas partes y los equipos médicos están tratando de evacuar a los heridos».
Ese mismo día, Israel también atacó la Escuela Tal al-Zaatar también gestionada por la UNRWA y que también servía como refugio a cientos de palestinos. Según informó el reportero de Al Jazeera Hani Mahmoud, desde el lugar de los hecho, múltiples ataques aéreos provocaron graves daños en ambas escuelas y añadió «casi 200 personas han muerto en estos ataques y se espera que la cifra aumente ya que hay muchas bajo los escombros. La gente está usando palas y sus propias manos para sacar a la gente».
Por su parte las FDI reconocieron haber llevado a cabo el ataque y afirmaron que habían matado a varios «terroristas».

## Reacciones
El Enviado Especial de la Secretaría General de las Naciones Unidas, Martin Griffiths, afirmó que el ataque era una «noticia trágica» y que «los refugios son un lugar de seguridad. Las escuelas son un lugar para aprender. Trágicas noticias sobre los niños, mujeres y hombres asesinados mientras se refugiaban en la escuela [Al Fakhoura] en el norte de Gaza. Los civiles no pueden ni deben soportar más esto».
Tamara Alrifai, portavoz de la UNRWA, dijo sentirse «devastada» por las imágenes que había visto del ataque y que no había podido establecer contacto directo con sus colegas sobre el terreno. También afirmó: «Lo que estamos viendo es otro de estos horribles incidentes, donde los civiles, las personas que buscaron refugio en un edificio protegido de la ONU, están pagando el precio». 
El Comisionado General de la UNRWA, Philippe Lazzarini, declaró que había visto «imágenes horripilantes y filmaciones de decenas de personas muertas y heridas» en una de las escuelas de su agencia «que alberga a miles de desplazados» y recalcó que «estos ataques no pueden convertirse en algo común, deben cesar».
El Ministerio de Asuntos Exteriores de Catar condenó el bombardeo israelí de la escuela y pidió «una investigación internacional urgente e investigadores independientes para investigar los ataques de Israel contra escuelas y hospitales en Gaza».